# 特拉索
特拉索（大帝）（希臘語: ΘΡΑΣΟΝΟΣ），是是印度-希臘國王，統治旁遮普中部和西部一帶。學者Osmund Bopearachchi初步判斷他的統治時間在前95年 - 前80年，但學者R.C. Senior卻認為他的年代較前，可能是米南德一世之子或是其繼承人，因為發現他錢幣時跟它一起出土的都是早期印度-希臘國王的錢幣。
直到1982年學者R.C. Senior在印度Surana發現特拉索的錢幣才確認這位國王的存在。他的錢幣樣式類似米南德一世，它同樣跟米南德相同樣式的雅典娜女神，錢幣上的畫押也與米南德其中一個畫押相同。錢幣上特拉索的稱號是「大帝」，這個稱號之前只有歐克拉提德一世才敢使用，然而用在特拉索身上實在名不其實，從單一款式的錢幣暗示這位年輕國王特拉索的政權弱小且在位短暫。
似乎在米南德一世逝世後的混亂局面中某位將軍扶持特拉索登上王位，並且認為選用這種誇大的稱號可以擴大勢力。